# بايرون وارد
بايرون وارد (بالهولندية: Byron Ward)‏ هو لاعب كرة قاعدة هولندي، ولد في 11 فبراير 1969.

## وصلات خارجية
- بايرون وارد على موقع أوليمبيديا (الإنجليزية)